# Ted Levine

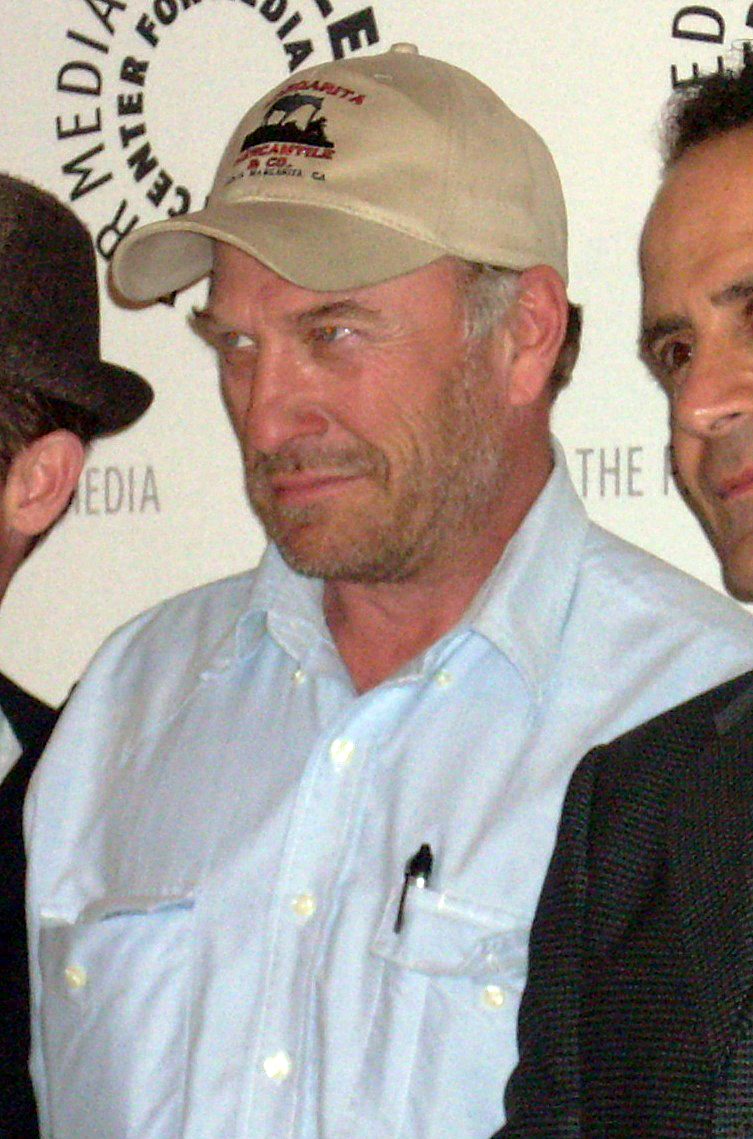
Ted Levine (2008)

Ted Levine (* 29. Mai 1957 in Bellaire, Belmont County, Ohio, eig. Frank Theodore Levine) ist ein US-amerikanischer Film- und Fernsehschauspieler, der vorwiegend als Nebendarsteller in Filmen und Serien mitwirkt. Bekannt ist er vor allem für seine Rollen als Captain Leland Stottlemeyer in der Fernsehserie Monk und als Serienmörder Buffalo Bill in Das Schweigen der Lämmer.

## Leben und Karriere
Levines Vater, Milton Dmitri Levine, war russisch-jüdischer und seine Mutter, Charlotte Virginia Levine (geb. Clark), walisischer Herkunft. Er besuchte die Grundschule in Bellaire und später das alternative Marlboro College in Marlboro, Vermont. Von dieser Privatuniversität erhielt er auch seinen Abschluss, Master of Fine Arts.
Levine spielte Anfang der 1980er Jahre zunächst an Theatern in Vermont, Michigan und Chicago. Seit den 1990er Jahren arbeitet er hauptsächlich für Film und Fernsehen, sein diesbezügliches Schaffen umfasst mehr als 90 Produktionen. In den 1980er Jahren wirkte er unter anderem in der Serie Crime Story mit. Internationale Aufmerksamkeit erreichte er 1991 als Serienkiller Jame ‚Buffalo Bill‘ Gumb in dem Thriller Das Schweigen der Lämmer. Levine wollte nicht auf die Rolle eines Psychopathen festgelegt werden und spielte in der Folgezeit weniger abgründige Charaktere: Militärs, Polizisten oder Familienväter. 1998 trat er zusammen mit Patrick Stewart in der zweiteiligen Fernsehadaption von Melvilles Moby Dick auf. Von 2002 bis 2009 übernahm er an der Seite von Tony Shalhoub in der Serie Monk die Rolle des Captain Leland Stottlemeyer, die er erneut 2023 in Mr. Monk’s Last Case: A Monk Movie spielte. Weitere Film- und Fernsehrollen folgten, darunter wiederkehrende Rollen in The Bridge – America (2013–2014) und The Alienist – Die Einkreisung (2018–2020).
Ted Levine ist verheiratet und hat zwei Kinder.

## Filmografie (Auswahl)
- 1983: Der Blutzeuge (Through Naked Eyes, Fernsehfilm)
- 1986: Crime Story
- 1988: Verraten (Betrayed)
- 1989: Ruf nach Vergeltung (Next of Kin)
- 1991: Das Schweigen der Lämmer (The Silence of the Lambs)
- 1993: Death Train
- 1993: Ohne Ausweg (Nowhere to Run)
- 1994: The Mangler
- 1994: The Last Outlaw
- 1995: Heat
- 1995: Georgia
- 1996: Bullet – Auge um Auge (Bullet)
- 1997: Mad City
- 1997: Flubber
- 1997: Switchback – Gnadenlose Flucht (Switchback)
- 1998: From the Earth to the Moon (Fernsehserie, 2 Episoden)
- 1998: You Can Thank Me Later – Schmerzhafte Wahrheiten
- 1998: Moby Dick
- 1999: Wild Wild West
- 2000: Zeit der Gerechtigkeit (Harlan County War)
- 2000: Wonderland (Fernsehserie)
- 2001: Evolution
- 2001: Ali
- 2001: The Fast and the Furious
- 2001: Joyride – Spritztour (Joyride, Stimme)
- 2002: The Truth About Charlie
- 2002–2009: Monk (Fernsehserie)
- 2003: Wonderland
- 2004: Der Manchurian Kandidat (The Manchurian Candidate)
- 2004: Birth
- 2005: Die Geisha (Memoirs of a Geisha)
- 2006: The Hills Have Eyes – Hügel der blutigen Augen (The Hills Have Eyes)
- 2007: Die Ermordung des Jesse James durch den Feigling Robert Ford (The Assassination of Jesse James by the Coward Robert Ford)
- 2007: American Gangster
- 2010: Shutter Island
- 2011: Hell on Wheels (Fernsehserie, 1 Folge)
- 2012: Luck (Fernsehserie, 5 Folgen)
- 2013: Effed (Kurzfilm)
- 2013: A Single Shot – Tödlicher Fehler (A Single Shot)
- 2013: Hunting Season (Deep Dark Canyon)
- 2013: Banshee Chapter
- 2013–2014: The Bridge – America (The Bridge, Fernsehserie, 26 Folgen)
- 2014: Tommy Benjamin
- 2014: Big Game – Die Jagd beginnt (Big Game)
- 2014: Gutshot straight-Gnadenloses spiel
- 2015: Little Boy
- 2015: Junikäfer, flieg (Child of Grace)
- 2016: Mad Dogs (Fernsehserie, 2 Folgen)
- 2016: Ray Donovan (Fernsehserie, 4 Folgen)
- 2016: Bleed for This
- 2016: Lethal Weapon (Fernsehserie, Folge 1x03)
- 2018: Jurassic World: Das gefallene Königreich (Jurassic World: Fallen Kingdom)
- 2018–2020: The Alienist – Die Einkreisung (The Alienist, Fernsehserie, 15 Folgen)
- 2019: The Report
- 2021: Big Sky (Fernsehserie, 7 Folgen)
- 2023: Tiny Beautiful Things (Miniserie)
- 2023: Mr. Monk’s Last Case: A Monk Movie (Fernsehfilm)